# Битви біля Ізонцо
Битви біля Ізонцо (італ. Battaglie dell'Isonzo) — серія битв між італійськими та австро-угорсько-німецькими військами на північному сході Італії в районі річки Ізонцо під час Першої світової війни. Загалом у період з травня 1915 до жовтня 1917 року сталося 12 битв.

## Історія
У 1915 році на момент вступу Італії в Першу світову війну поблизу кордону між Королівством та Австро-Угорщиною з півночі на південь до Адріатичного моря текла річка Ізонцо завдовжки 100 км, яка сьогодні знаходиться в сучасній Словенії. З обох берегів вона була оточена узвишшями та горами, що становили природний бар'єр для просування військ для обох сторін. Однак, з огляду на географічне розташування австрійсько-італійського кордону того часу, який на 400-кілометровому фронті простягався високими горами, де майже всюди панували австро-угорські війська, єдиним відносно доступним напрямком для проведення італійцями військових операцій був район поздовж річки Ізонцо. Австро-угорське командування усвідомлювало значення цього регіону, й ще до приєднання Риму до Антанти вжило серйозних заходів щодо зміцнення цього природного рубежу.
Річка Ізонцо цілковито проходила в межах Австро-Угорщини паралельно з кордоном з Італією, від проходів Вршич і Преділ в Юлійських Альпах до Адріатичного моря, різко розширюючись за кілька кілометрів на північ від Горіції, відкриваючи тим самим вузький коридор між Північною Італією і Центральною Європою, що проходить через Віпавську долину і відносно низький північно-східний край Карстового плато до внутрішньої Країни і Любляни. Коридор також відомий як «Любляна брама».
Керівник італійського Генерального штабу Луїджі Кадорна вважав, що землі від Горіції до Трієста є найзручнішим плацдармом для проведення наступальних операцій на прибережній рівнині на схід від нижнього краю Ізонцо. Також він розраховував, що італійська армія спроможна завдати удару далі на північ і обійти гори з обох боків річки, щоб вийти австро-угорцям у тил.
Італійський головнокомандувач не розраховував, що проведення операції в секторі Ізонцо буде легкою справою. Він добре знав, що річка схильна до затоплення — і справді протягом 1914—18 років мали місце рекордні опади. Крім того, під час наступу на північ італійська армія зіткнулася з дилемою: для того, щоб безпечно перетнути Ізонцо, потрібно було нейтралізувати австро-угорських захисників, що тримали оборону в горах над місцевістю; а для того, щоб нейтралізувати ці сили, італійські війська спочатку повинні були перетнути річку — перешкоду, яку італійці так і не змогли здолати.
Починаючи з травня 1915 року італійські війська здійснили неодноразову спробу прорвати оборону австро-угорських військ на цьому напрямку, і до осені змогли прорватися тільки на глибину 1,5-2 км. На жовтень 1917 року лише невеликий клаптик землі був захоплений італійцями, порт Трієст вони так і не змогли здобути, як це планувалося ще в 1915 році. Більш того в останній 12-й битві біля Ізонцо, австро-німецька армія завдала нищівної поразки італійцям, завдавши несподіваного удару по їхній обороні. Італійська армія виявилася абсолютно неготовою до оборонних дій, у зв'язку з виснажливими бойовими діями в одинадцяти попередніх боях при Ізонцо, тому вони практично в паніці відступили до річки П'яве.
| Битви біля Ізонцо                                   |                   |                   |                  |                       |                                                                            |
| Битва                                               | Початок           | Кінець            | Втрати італійців | Втрати австро-угорців | Результат битви                                                            |
| 1915                                                |                   |                   |                  |                       |                                                                            |
| Перша битва при Ізонцо                              | 23 червня 1915    | 7 липня 1915      | 15 000           | 10 000                | Перемога австро-угорської армії                                            |
| Друга битва при Ізонцо                              | 18 липня 1915     | 3 серпня 1915     | 41 800           | 46 600                | Перемога італійської армії                                                 |
| Третя битва при Ізонцо                              | 18 жовтня 1915    | 3 листопада 1915  | 66 998           | 41 847                | Перемога австро-угорської армії                                            |
| Четверта битва при Ізонцо                           | 10 листопада 1915 | 2 грудня 1915     | 49 500           | 32 100                | Перемога австро-угорської армії                                            |
| 1916                                                |                   |                   |                  |                       |                                                                            |
| П’ята битва при Ізонцо                              | 9 березня 1916    | 15 березня 1916   | 1 882            | 1 985                 | Невизначений результат                                                     |
| Шоста битва при Ізонцо                              | 6 серпня 1916     | 17 серпня 1916    | 51 000           | 42 000                | Перемога італійської армії                                                 |
| Сьома битва при Ізонцо                              | 14 вересня 1916   | 18 вересня 1916   | 17 000           | 15 000                | Невизначений результат                                                     |
| Восьма битва при Ізонцо                             | 10 жовтня 1916    | 12 жовтня 1916    | 55 000           | 38 000                | Невизначений результат                                                     |
| Дев’ята битва при Ізонцо                            | 31 жовтня 1916    | 4 листопада 1916  | 39 000           | 33 000                | Перемога італійської армії                                                 |
| 1917                                                |                   |                   |                  |                       |                                                                            |

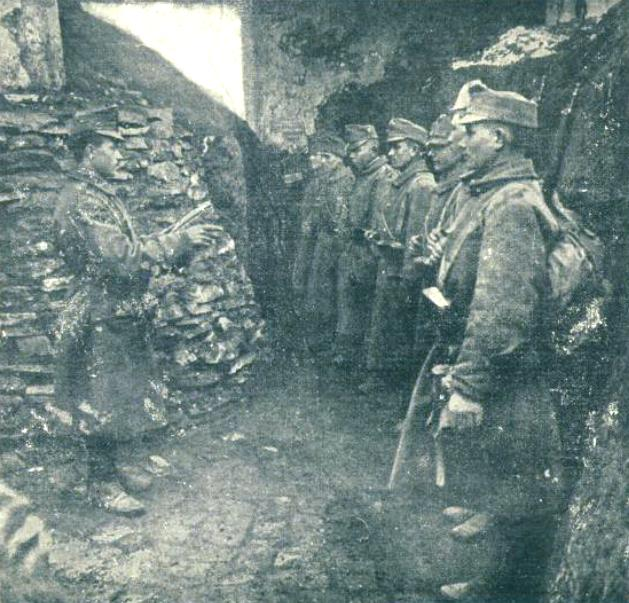
Австрійські солдати у траншеях

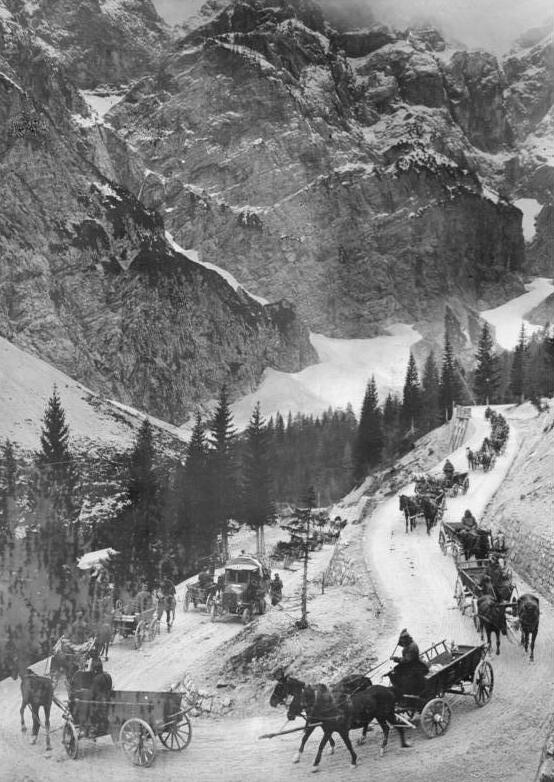
Постачання австрійських військ через перевал Вршич. Ізонцо

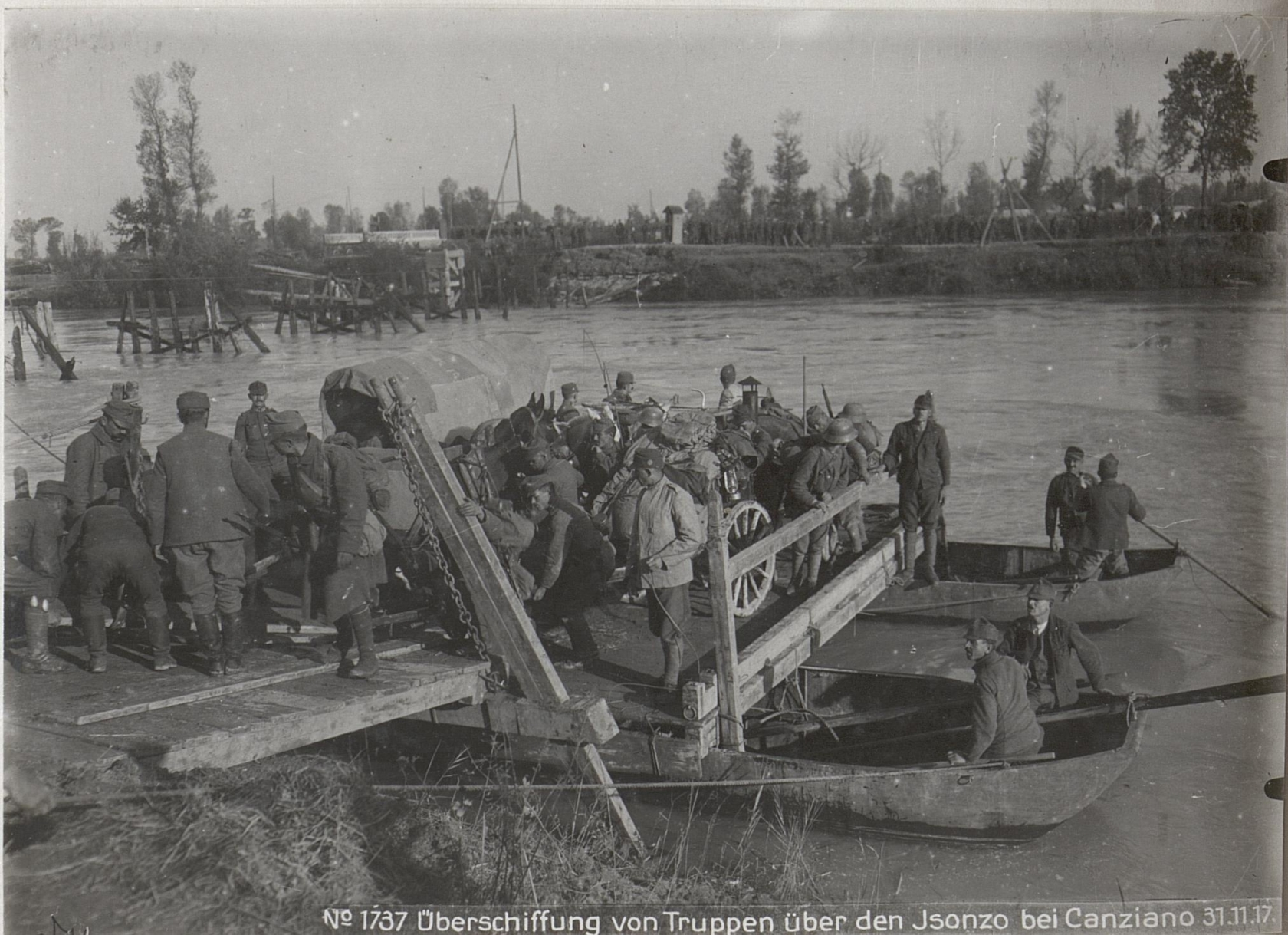
Австро-угорські війська форсують Ізонцо. 1917

| Десята битва при Ізонцо                             | 10 травня 1917    | 8 червня 1917     | 150 000          | 75 000                | Мінімальний успіх італійської армії                                        |
| Одинадцята битва при Ізонцо                         | 18 серпня 1917    | 12 вересня 1917   | 158 000          | 115 000               | Перемога італійської армії                                                 |
| Дванадцята битва при Ізонцо або Битва при Капоретто | 24 жовтня 1917    | 19 листопада 1917 | 305 000          | 70 000                | Вирішальна перемога австро-німецьких військ. Завершення кампанії на Ізонцо |